# Pitcher

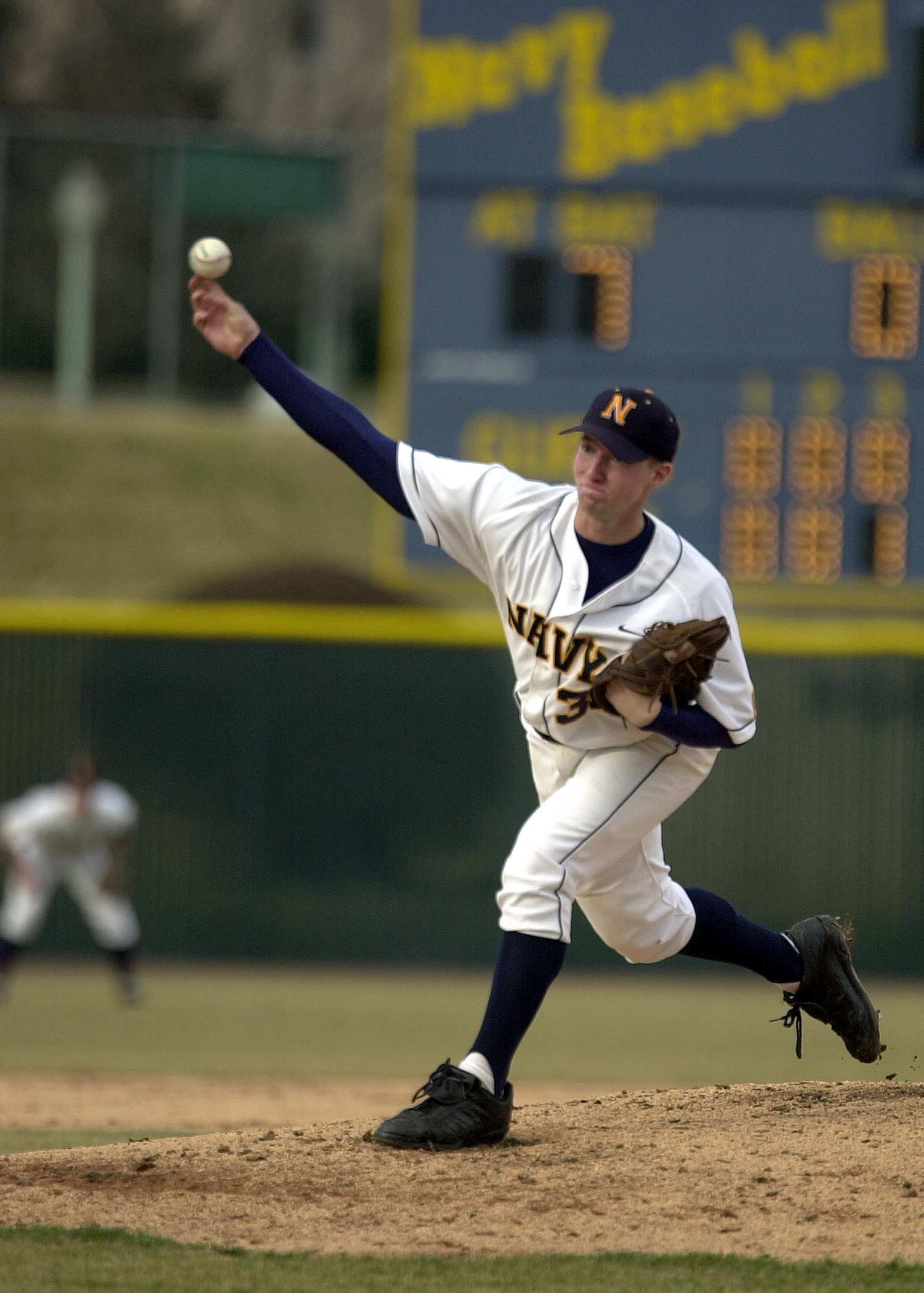
Ein Pitcher beim Werfen eines Curveballs

Der Pitcher ist ein Spieler und/oder eine Position im Baseball- und Softball-Sport. Der Pitcher wird im Deutschen häufig als Werfer bezeichnet. Während seine Mannschaft Feldmannschaft ist, steht er normalerweise in der Mitte des Infield auf dem Pitcher's Mound, einem ca. 30 cm hohen Hügel, und wirft von dort dem jeweiligen Batter (auch Hitter genannt) der Schlagmannschaft, bzw. dem dahinter hockenden Catcher seiner eigenen Mannschaft, die Bälle zu. Ein guter Pitcher zeichnet sich durch schwer zu schlagende Würfe aus. Dabei kommen mehrere verschiedene Wurftechniken (z. B. Fastball – der am meisten verwendete Wurf –, Changeup, Curveball, Slider, Knuckleball) zum Einsatz, um die Würfe für den Batter schwerer berechenbar zu machen.
Der Pitcher ist die am stärksten spezialisierte Position des Baseball-Spiels. Da er ständig im Einsatz ist, muss er normalerweise mindestens einmal während des Spiels ausgewechselt werden und spielt – vor allem in den US-amerikanischen Profiligen mit ihren vielen Begegnungen – oft nur jedes vierte bis fünfte Spiel überhaupt. Manche Pitcher spezialisieren sich noch zusätzlich für die Spieleröffnungs- (Starting Pitcher), Mittelspiel- (Reliever oder Setup-Man) oder Endspielphase (Closer).
Das Ziel des Pitchers ist es, Hitter „aus zu werfen“ (to get hitters out). Das kann durch das Strikeout geschehen, durch das Fly Out oder – als dritte Möglichkeit – durch das Ground Out. Unerlässlich ist dazu die gute Vorbereitung vor dem Spiel, das bedeutet die gegnerische Mannschaft auszukundschaften, um deren Stärken und Schwächen zu analysieren. Die Grundstrategie besteht darin, das Timing des Hitters zu stören. Dazu wechselt man die Geschwindigkeit und das Ziel der Pitches („change speed and locations“). Das Repertoire eines Pitchers (auch Stuff genannt) sollte neben dem Fastball auch langsame Offspeed Pitches (z. B. den Changeup, Palmball und den Knuckleball) enthalten, ebenso wichtig sind Breaking balls (z. B. Slider, Cutter, Splitter, Curveball), also Bälle, die ihre Flugrichtung stark verändern. Dadurch kann der Hitter sich nicht auf einen Pitch fixieren („to keep the hitter honest“). Sehr wichtig ist es dabei, dass die Wurfbewegung und die Würfe solange wie möglich nicht unterscheidbar für den Hitter sind. Die Bewegung sollte deshalb möglichst spät erfolgen. Generell gilt es als riskant, oben in die Strikezone zu pitchen, weil die Hitter diese Bälle weiter schlagen können. Es gilt auch als sicherer, außen zu pitchen (die sog. Außenkante der Strikezone) also vom Hitter weg, aber das ist stark vom jeweiligen Hitter abhängig.
Weil die meisten Pitcher wegen ihrer Konzentration auf das Wurftraining nur schlechte Schlagmänner sind, ist es seit den 1960er Jahren in manchen Ligen – darunter die deutsche Bundesliga, die American League und mittlerweile auch die National League – sowie auch bei Länderspielen erlaubt, dass der Pitcher im Angriff komplett aussetzt und stattdessen ein zehnter Spieler, der Designated Hitter, schlägt. Dieser setzt dafür in der Verteidigung aus. Andere Ligen erlauben dies jedoch nicht, z. B. viele Freizeitligen. Vor allem in der National League war der Designated Hitter lange Zeit nicht erlaubt. Zunächst vorübergehend in der verkürzten COVID-19-Saison im Jahr 2020 und dann zur Saison 2022 führte die National League nach Verhandlungen zwischen den Eigentümern und der Spielergewerkschaft dauerhaft den Einsatz des Designated Hitters ein, womit die Regeln in der wichtigsten Baseballliga MLB bezüglich des Designated Hitter nunmehr einheitlich sind. Bei Begegnungen zwischen Mannschaften aus zwei Ligen, die dies unterschiedlich regeln, gilt die Regel der Heimmannschaft. Für den Pitcher gibt es in den meisten Fällen einen eigenen Aufwärmbereich, den sogenannten Bullpen.

## Wurfbewegung
Die Wurfbewegung hat sich im Laufe der Zeit sehr spezialisiert: Im ersten Bild sieht man den High Leg Kick, um den raumgreifenden Schritt vorzubereiten, der praktisch einem Anlauf gleicht. Ein echter Anlauf ist nicht erlaubt, ein Fuß muss immer in Berührung mit der Pitcher's Plate, einem Rechteck aus Hartgummi im Boden, bleiben. Im zweiten Bild kann man sehen, wie der Pitcher seinen raumgreifenden Schritt ausführt. Die Beine stehen auf einer Linie, die in Wurfrichtung liegt. Im dritten Bild kann man den wesentlichen Teil der Wurfbewegung sehen. Der Unterkörper dreht sich parallel zur Home Plate, die Hand wird extrem zurückgeführt, um dann mit einer Doppelschleuderbewegung (Schulter und Ellenbogen als Achse) nach vorne zu schnellen. Dabei entstehen extreme Belastungen für Schulter und Ellenbogen. Das Hereindrehen der Hüfte ist nicht zu unterschätzen. Im vierten Bild sieht man, wie der Körper nachschwingt. Wichtig für den Wurf ist die Bewegung des Handgelenks und der Punkt, wo der Ball losgelassen wird (Release Point).

## Arten von Pitchern
In der Frühzeit des Baseball war es üblich, dass der startende Pitcher sämtliche Würfe durchführte: Cy Young z. B. absolvierte 749 komplette Spiele. Je mehr sich diese Position spezialisierte, umso mehr Arten von Pitchern entstanden, die sich gegenseitig ergänzten:
- Startende Pitcher eröffnen das Spiel und sind i. d. R. die besten Pitcher des Teams. Von ihnen wird erwartet, zumindest bis zum 5. Inning die gegnerische Offensive aufzuhalten. In der Regel verfügt ein Team über fünf bis sechs startende Pitcher. Der Ace Pitcher gilt als bester startender Pitcher des Teams und darf am prestigereichen „Opening Day“ (1. Spieltag der neuen Saison) spielen.
- Relief Pitcher sind Einwechselwerfer, die die startenden Pitcher ablösen. Von ihnen wird meist nicht erwartet, mehr als drei Innings zu spielen, weswegen sich oft mehrere Reliever ablösen.
  - Der Middle relief pitcher löst den startenden Pitcher ab dem 5. Inning ab und wirft meist für zwei bis drei Innings.
  - Der Long relief pitcher löst einen startenden Pitcher ab, der früh viele Hits zugelassen hat. Da der long reliever in Krisensituationen gebraucht wird, wird er auch fireman (dt.: Feuerwehrmann) genannt.
  - Der Setup pitcher wirft nach dem middle bzw. long relief pitcher, meist im 7. und 8. Inning.
  - Der Closing pitcher kommt meist bei einer Führung im 8. oder 9. Inning und soll den Sieg mit einem Save sichern. Es ist unüblich, closing pitcher bei einem Rückstand einzuwechseln.
  - Der Left-handed specialist (dt.: Linkshändiger Spezialist) ist ein linkshändiger Pitcher, der gegen linkshändige Batter besonders wirksam ist. Er wird auch „LOOGY“ (Lefty One-Out GuY, dt.: Linkshändiger Ein-Out-Person) genannt, da er meist für exakt ein Out sorgen soll, wonach er sofort gegen einen anderen relief pitcher ausgewechselt wird.